# Bryum sinuosum
Bryum sinuosum là một loài Rêu trong họ Bryaceae. Loài này được Ryan mô tả khoa học đầu tiên năm 1901.